# 徐州号导弹护卫舰
“徐州”号导弹护卫舰（舷号530）简称“徐州”舰，是中国人民解放军海军054A型导弹护卫舰首制舰，也是第二艘入列的054A型护卫舰，可单独或协同海军其他兵力攻击敌水面舰艇、潜艇，具有较强的远程警戒和防空作战能力。徐州舰由黄埔造船厂开工建造，于2007年7月下水，2008年1月27日入列，现服役于东海舰队驱逐舰第三支队。徐州舰舰名取自江苏省徐州市，其入列命名授旗仪式于2008年1月27日举行。

## 历史

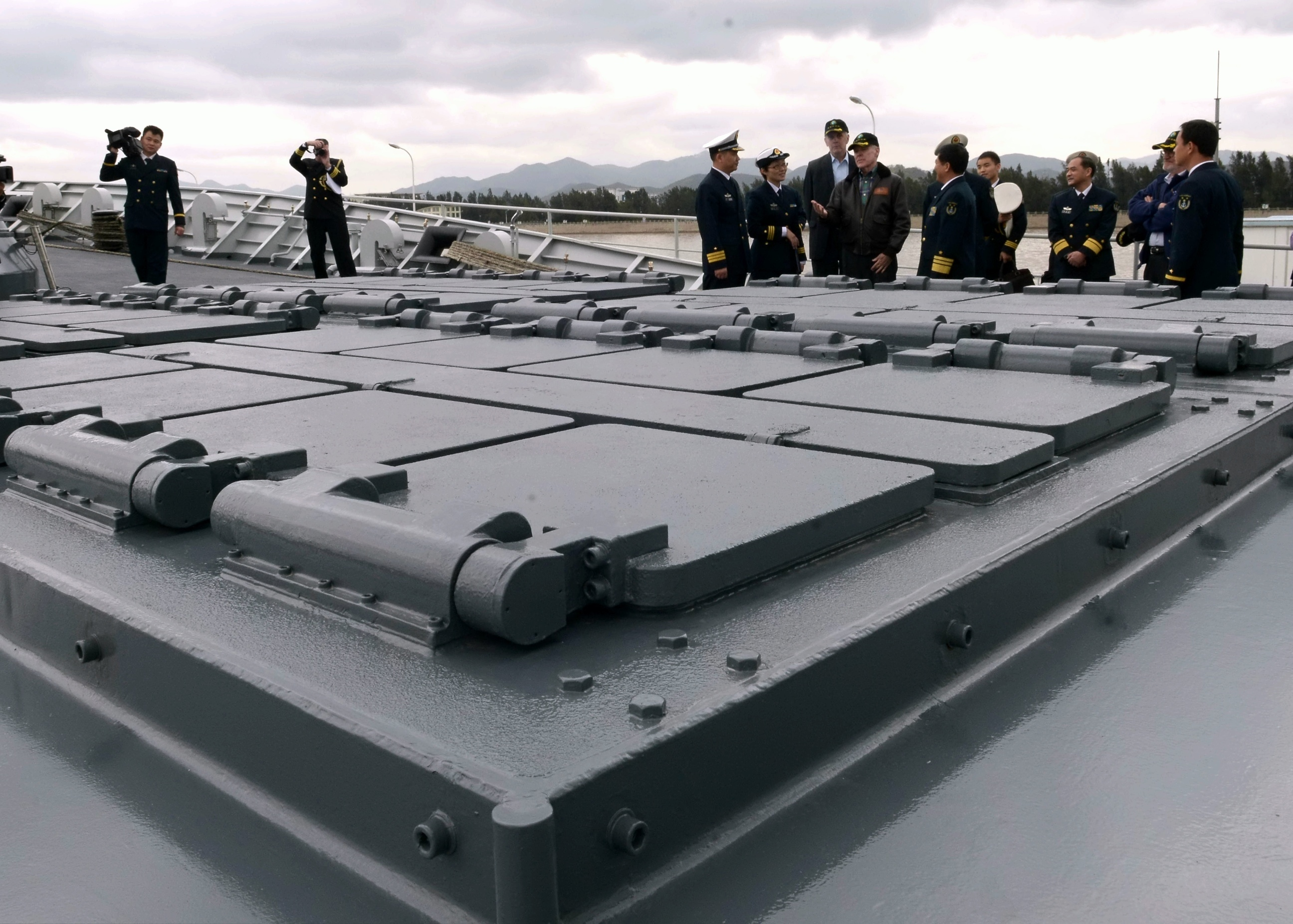
“徐州”号导弹护卫舰上装备的共架垂直发射系统

2008年7月，“徐州”号导弹护卫舰参加“蓝鲸”系列演习，取得首次实射YJ-83反舰导弹并直接命中目标的成绩。同年，徐州舰完成全训并形成战斗力。
2008年9月至12月，“徐州”号导弹护卫舰了参加H/PJ-26型单管76毫米主炮靶试任务，三次对空射击均直接命中新型导弹拖靶，开创了解放军海军的中口径舰炮武器系统成功反导先例。
2009年7月16日，“徐州”号导弹护卫舰、“舟山”号导弹护卫舰和“千岛湖”号综合补给舰组成中国海军第三批护航编队，从浙江省舟山市起航，前往亚丁湾和索马里海域执行护航任务。该次护航历时158天，在完成了53批护航任务，安全护送中外船舶582艘后，编队于2009年12月20日返回浙江舟山某军港。徐州舰等在返航途中对新加坡和马来西亚进行了访问，并于12月14日至17日停靠香港，接待了7000余名香港各界人士登舰参观。
2010年11月2日，“徐州”号导弹护卫舰、“舟山”号导弹护卫舰和“千岛湖”号综合补给舰组成中国海军第七批护航编队，从浙江省舟山市起航，前往亚丁湾和索马里海域执行护航任务。
2011年2月中旬，利比亚内战爆发。2月24日，“徐州”号导弹护卫舰在完成第298批船舶护航任务后先行离队，从曼德海峡南口起航，经红海北部海域、苏伊士运河到达地中海，前往利比亚附近海域，为撤离中国（包括港澳台）在利比亚人员船舶的警戒护航任务。3月12日，顺利完成为撤离中国在利比亚人员船舶护航任务的徐州舰返回亚丁湾，继续执行为航经亚丁湾索马里海域商船护航任务。完成护航任务后，徐州舰等出访了坦桑尼亚、南非、塞舌尔等非洲3国，并停靠新加坡。经过累计189个日夜、11万多海里的航行后，徐州舰等于2011年5月9日返回舟山某军港。
2011年夏，“徐州”号导弹护卫舰作为指挥舰率领3艘驱护舰开赴渤海海域进行复杂电磁环境演练。演练中，徐州舰采用导弹系统、舰炮系统、舰载电子战系统分层抗击方案，运用数据链组网，组织编队将2枚超低空靶弹击落。
2011年秋，“徐州”号导弹护卫舰与千里之外的某电子对抗团开展了远程异地网络化同步攻防演练，双方通过信息手段展开远程对抗。
2012年4月22日至27日，“徐州”号导弹护卫舰、“哈尔滨”号导弹驱逐舰等20多艘中国舰艇与“瓦良格”号导弹巡洋舰、“沙波什尼科夫海军元帅”号反潜舰等7艘俄罗斯舰艇在山东省青岛市附近海域举行了“海上联合-2012”中俄联合军事演习。徐州舰在该次演习中成功击落了高速靶机。
2012年5月，“徐州”号导弹护卫舰在联演后未休整直接参加出岛链训练，首次在远海训练中实破“第二岛链”。同年6月，在“蓝鲸”系列实弹演习中，在模拟实战状态下连续发射两枚对空导弹，成功击落两枚来袭新型靶弹。
2012年8月，“徐州”号导弹护卫舰在东海某海域进行了一场舰机联合攻潜演练。演练中，徐州舰及其舰载直升机分别利用舰壳声纳和吊放声纳捕获了潜艇。
2012年9月底，“徐州”号导弹护卫舰接到应急任务，前往东海某敏感海域执行战备巡逻任务。
2012年11月29日，对中国进行正式访问的美国海军部长雷·马伯斯在海军副司令员徐洪猛的陪同下抵达东海舰队，参观“徐州”号导弹护卫舰、“长城221”号常规潜艇等舰艇。
2013年2月22日，“徐州”号导弹护卫舰由中共中央军委主席习近平签署通令记一等功。
2013年10月23日，“徐州”号导弹护卫舰随东海舰队舟山舰编队离开码头参加海军“机动-5号”远海实兵演习，奔赴西太平洋海域执行海空立体攻防、舰机联合反潜等演练任务。该次演习前后共持续15天，于2013年11月1日结束，各参演兵力陆续返回驻地。
2014年2月6日，“徐州”号导弹护卫舰在大雨中紧急起航进行紧急拉动演练。经过昼夜航行，徐州舰抵达预定海域，之后开展了舰机协同、红蓝对抗等一批训练课目。
2014年7月31日，“徐州”号导弹护卫舰等5艘舰艇组成防御队形在东海某海域开展了一场综合防空反导实弹演练。该次演练中，徐州舰以拦截后方来袭的全部四批空中目标。
2014年9月26日，“徐州”号导弹护卫舰随解放军海军东海舰队在南海某海域组织复杂水声环境下战雷实射演练，并进行了水面舰艇编队对潜连续攻击、潜艇水下梯次伏击等课目的研练。
2016年2月，“徐州”号导弹护卫舰等在東海展开重大演练任务。3月20日，返航途中發生油管破裂意外，所幸舰员及时处置避免了轰燃发生。3月26日，徐州舰便开始继续出航执行任务。
2018年由「濱州」号、「徐州」号导弹护卫舰及千島湖号补给艦組成解放军海军第29批亚丁湾护航编队，编队指挥员靳航，政委宣清松，4月4日从浙江舟山起航，前往索马里海域执行反海盗护航任务，5月1日与第28批护航编队完成交接，开始正式执行任务，6月参加德国“基尔周” 活动，之後前往波兰格丁尼亚，参加波兰海军成立100周年庆典活动，9月初结束护航任务。
2023年4月8日，解放軍东部战区在台灣東部海域進行“联合利剑”演习，「徐州」号导弹护卫舰在約5海里的距離與國軍海軍宜陽號巡防艦對峙。
2023年8月19日，「徐州」号导弹护卫舰在進行軍事操演時與國軍海軍田單號巡防艦對峙。

## 人员编制

### 历任领导
| 中国人民解放军海军徐州舰舰长 - 刘国良 海军上校 | 中国人民解放军海军徐州舰政治委员 |